# Bernhard Büscher
Bernhard Büscher (* 1948 in Kamen) ist ein deutscher Schriftsteller und ehemaliger Polizist.

## Leben
Büscher arbeitete bis zu seiner Pensionierung als Polizist, davon 35 Jahre in Kamen. Themen seiner Gedichte umfassen alltägliche Betrachtungen und Begegnungen, die Büscher während seiner Dienstzeit in seiner Heimatstadt Kamen sammelte. Bereits seit seiner Jugend schreibend, folgte die erste Veröffentlichung erst im Jahr 2018. Neben Lyrikbänden und Gedichtbeiträgen, publizierte Bernhard Büscher auch Kurzgeschichten im Jahrbuch des Kreises Unna und in der Zeitschrift Ossietzky.

## Werke
- Das sind die Hände. E-Book, 2018
- Keiner von uns. Books on Demand Norderstadt 2019
- Mauern im Kopf. Ventura Verlag, Werne 2020
- Das sind die Wege. Ventura Verlag, Werne 2021

### Lyrik-Beiträge in Anthologien
- Gedichte in den Anthologien Schlafende Hunde IV und Schlafende Hunde VII
- Beiträge in den Anthologien Zwischen den Sirenen und Über die blaue Steppe, LiteraturRaum Dortmund.